# Poecilmitis tsino
Poecilmitis tsino är en fjärilsart som beskrevs av Murray 1958. Poecilmitis tsino ingår i släktet Poecilmitis och familjen juvelvingar. Inga underarter finns listade i Catalogue of Life.